# Lucie Awards
Pour les articles homonymes, voir Awards.
Les Lucie Awards sont des prix décernés annuellement depuis 2003 par la Lucie Foundation. Ils « ont pour objectifs d’honorer le travail des photographes à travers le monde, de découvrir des nouveaux talents et de promouvoir la photographie dans le monde entier ».

## Liste des lauréats par catégories

### Lucie Award pour l'œuvre d'une vie
- 2003 : Henri Cartier-Bresson
- 2004 : Gordon Parks
- 2005 : William Klein
- 2006 : Willy Ronis
- 2007 : Elliott Erwitt
- 2008 : Gianni Berengo Gardin
- 2009 : Ara Güler
- 2010 : David Goldblatt
- 2011 : non décerné
- 2012 : Joel Meyerowitz
- 2013 : non décerné
- 2014 : Jane Bown
- 2015 : George Tice
- 2016 : Tsuneko Sasamoto
- 2017 : Art Shay
- 2018 : Lee Friedlander
- 2019 : Jay Maisel
- 2020 : Peter Magubane

### Lucie Award in Fine Art
- 2003 : Ruth Bernhard
- 2004 : Arthur Leipzig
- 2005 : Lucien Clergue
- 2006 : Sarah Moon
- 2007 : Ralph Gibson
- 2008 : Richard Misrach
- 2009 : non décerné
- 2010 : Graciela Iturbide
- 2011 : Nobuyoshi Araki
- 2012 : Arthur Tress
- 2013 : Arno Rafael Minkkinen
- 2014 : Carrie Mae Weems
- 2015 : Jerry Uelsmann
- 2016 : Anthony Hernandez
- 2017 : Abelardo Morell
- 2018 : non décerné
- 2019 : Stephen Shore
- 2020 : Paul Caponigro
- 2021 : non décerné
- 2022 : non décerné
- 2023 : Julia Fullerton-Batten

### Lucie Award du photojournalisme
- 2003 : Steve McCurry
- 2004 : James Nachtwey
- 2005 : Antonin Kratochvil
- 2006 : Marc Riboud
- 2007 : Philip Jones Griffiths
- 2008 : Susan Meiselas
- 2009 : Gilles Peress
- 2010 : Howard Bingham
- 2011 : Bill Eppridge
- 2012 : David Burnett
- 2013 : John H. White
- 2014 : Nick Ut
- 2015 : David Hume Kennerly
- 2016 : Don McCullin
- 2017 : Steve Schapiro
- 2018 : Raghu Rai
- 2019 : Maggie Steber
- 2020 : Jean-Pierre Laffont
- 2021 : non décerné
- 2022 : non décerné
- 2023 : Wolfgang Schwan

### Lucie Award de la photographie documentaire
- 2003 : Mary Ellen Mark
- 2004 : Bruce Davidson
- 2005 : Larry Clark
- 2006 : Roger Mayne
- 2007 : Eugene Richards
- 2008 : Josef Koudelka
- 2009 : Reza
- 2010 : Lee Tanner
- 2011 : Eli Reed
- 2012 : Tod Papageorge
- 2013 : Li Zhensheng
- 2014 : Martin Parr
- 2015 : Danny Lyon
- 2016 : non décerné
- 2017 : Larry Fink
- 2018 : Jane Evelyn Atwood
- 2019 : Edward Burtynsky
- 2020 : David Hurn

### Lucie Award de la photographie humanitaire
- 2003 : Phil Borges
- 2004 : Sebastião Salgado
- 2005 : Zana Briski
- 2006 : non décerné
- 2007 : non décerné
- 2008 : Sara Terry
- 2009 : non décerné
- 2010 : non décerné
- 2011 : Nancy McGirr
- 2012 : non décerné
- 2013 : Lisa Kristine
- 2014 : non décerné
- 2015 : Stephanie Sinclair
- 2016 : non décerné
- 2017 : Josephine Herrick Project (organisation à but non lucratif)
- 2018 : Shahidul Alam
- 2019 : Zanele Muholi
- 2020 : Joel Sartore

### Lucie Award du portrait
- 2003 : Gene Trindl
- 2004 : Arnold Newman
- 2005 : Harry Benson
- 2006 : Duane Michals
- 2007 : Lord Snowdon
- 2008 : Herman Leonard
- 2009 : Mark Seliger
- 2010 : Tina Barney
- 2011 : Dawoud Bey
- 2012 : Greg Gorman, Brigitte Lacombe
- 2013 : non décerné
- 2014 : Nan Goldin
- 2015 : non décerné
- 2016 : Rosalind Fox Solomon
- 2017 : Judith Joy Ross
- 2018 : Joyce Tenneson
- 2019 : Annie Leibovitz
- 2020 : Lynn Goldsmith

### Lucie Award de la photographie de sport
- 2003 : non décerné
- 2004 : Walter Iooss
- 2005 : Ozzie Sweet
- 2006 : Neil Leifer
- 2007 : Heinz Kluetmeier
- 2008 : John Iacono
- 2009 : Marvin E. Newman
- 2010 : James Drake
- 2011 : Rich Clarkson
- 2012 : John Biever
- 2013 : John Huet
- 2014 : Salvatore Di Gregorio
- 2015 : Barton Silverman
- 2016 : Simon Bruty
- 2017 : Andre Magarao
- 2018 : Co Rentmeester
- 2019 : Al Bello
- 2020 : Rob Martin
- 2021 : Andre Magarao
- 2022 : James Lightbown
- 2023 : Finn O'Hara

### Lucie Award de la photographie d'architecture
- 2003 : Tim Street-Porter
- 2004 : Julius Shulman
- 2005 : Timothy Griffith
- 2006 : Timothy Griffith
- 2007 : non décerné
- 2008 : Livia Corona
- 2009 : Michael Schnabel
- 2010 : Marcus Buck
- 2011 : Paul van Hulzen
- 2012 : Ayano Hisa
- 2013 : Frank Meyl
- 2014 : Peter Steinhauer
- 2015 : Timothy Griffith
- 2016 : Julia Anna Gospodarou
- 2017 : Steffen Schraegle
- 2018 : Stephan Zirwes
- 2019 : Evgeny Stetsko
- 2020 : Jesús M.Chamizo
- 2021 : Julia Anna Gospodarou
- 2022 : Ramin Barzegar
- 2023 : Gang Wang

### Lucie Award de la photographie de musique
- 2003 : William Claxton
- 2004 : Jim Marshall
- 2015 : Henry Diltz
- 2018 : non décerné
- 2019 : non décerné
- 2020 : non décerné

### Lucie Award de la photographie de mode
- 2003 : Melvin Sokolsky
- 2004 : Lillian Bassman
- 2005 : Peter Lindbergh
- 2006 : David Bailey
- 2007 : Deborah Turbeville
- 2008 : Patrick Demarchelier
- 2009 : Jean-Paul Goude
- 2010 : non décerné
- 2011 : non décerné
- 2012 : non décerné
- 2013 : Victor Skrebneski
- 2014 : non décerné
- 2015 : Roxanne Lowit
- 2016 : non décerné
- 2017 : Dominique Issermann
- 2018 : Gian Paolo Barbieri
- 2019 : Ellen von Unwerth
- 2020 : Pamela Hanson

### Lucie Award de la photographie de publicité
- 2003 : RJ Muna
- 2004 : Jay Maisel
- 2005 : Hiro
- 2006 : Albert Watson
- 2007 : Howard Zieff
- 2008 : Erwin Olaf
- 2009 : non décerné
- 2010 : non décerné
- 2011 : non décerné
- 2012 : non décerné
- 2013 : non décerné
- 2014 : non décerné
- 2015 : non décerné
- 2016 : non décerné
- 2017 : non décerné
- 2018 : non décerné
- 2019 : non décerné
- 2020 : non décerné
- 2021 : non décerné
- 2022 : non décerné
- 2023 : Thomas Broening

### Lucie Award de la femme photographe
- 2003 : Annie Leibovitz
- 2004 : Sylvia Plachy
- 2005 : non décerné
- 2006 : non décerné
- 2007 : non décerné
- 2008 : non décerné
- 2009 : non décerné
- 2010 : non décerné
- 2011 : non décerné
- 2012 : non décerné
- 2013 : non décerné
- 2014 : non décerné
- 2015 : non décerné
- 2016 : non décerné
- 2017 : non décerné
- 2018 : non décerné
- 2019 : non décerné
- 2020 : non décerné

### Lucie Award visionnaire
- 2003 : Robert Evans
- 2004 : Cornell Capa
- 2005 : non décerné
- 2006 : Eikoh Hosoe
- 2007 : Kenro Izu
- 2008 : non décerné
- 2009 : non décerné
- 2010 : Eddie Adams Workshop
- 2011 : non décerné
- 2012 : non décerné
- 2013 : Benedikt Taschen
- 2014 : Pedro Meyer
- 2015 : non décerné
- 2016 : Nathan Lyons
- 2017 : non décerné
- 2018 : non décerné
- 2019 : non décerné
- 2020 : non décerné

### Spotlight Award
- 2003 : non décerné
- 2004 : non décerné
- 2005 : non décerné
- 2006 : non décerné
- 2007 : Magnum Photos
- 2008 : Visa pour l'image
- 2009 : W. Eugene Smith Memorial Fund
- 2010 : Center for Photography at Woodstock, Michael Nyman
- 2011 : International Center of Photography
- 2012 : non décerné
- 2013 : non décerné
- 2014 : non décerné
- 2015 : non décerné
- 2016 : Musée de l'Élysée
- 2017 : non décerné
- 2018 : Camera Club of the Philippines
- 2019 : Rencontres d'Arles
- 2020 : Steven Sasson

### Lucie Award spécial
- 2003 : Herb Ritts
- 2004 : Helmut Newton, Francesco Scavullo
- 2005 : Richard Avedon, Eddie Adams, Jocelyne Benzakin, Robert Sobieszek
- 2006 : non décerné
- 2007 : non décerné
- 2008 : non décerné
- 2009 : non décerné
- 2010 : Michael Nyman
- 2011 : non décerné
- 2012 : Jessica Lange
- 2013 : non décerné
- 2014 : non décerné
- 2015 : non décerné
- 2016 : Graham Nash
- 2017 : non décerné
- 2018 : non décerné
- 2019 : non décerné
- 2020 : non décerné